# (16020) Tevelde
(16020) Tevelde (1999 CA76) – planetoida z pasa głównego asteroid okrążająca Słońce w ciągu 3,49 lat w średniej odległości 2,3 j.a. Odkryta 12 lutego 1999 roku.